# Couquèques
Couquèques é uma comuna francesa na região administrativa da Nova Aquitânia, no departamento da Gironda. Estende-se por uma área de 6,29 km². Em 2010 a comuna tinha 282 habitantes (densidade: 44,8 hab./km²).